# Нимцович, Арон Исаевич
Аро́н Иса́евич Нимцо́вич (нем. A(a)ron Nimzowitsch, 26 октября (7 ноября) 1886, Рига — 16 марта 1935, Копенгаген) — один из крупнейших шахматистов и теоретиков шахмат в истории, претендент на мировое первенство 1920—1930-х годов, шахматный литератор, яркий представитель шахматного гипермодернизма.

## Биография
Родился 7 ноября 1886 года в Риге в семье успешного лесоторговца Шаи Абрамовича Нимцовича (1861—1918), уроженца Пинска; мать — Эстер (Эсфирь) Нохимовна Нимцович (в девичестве Рабинович, 1865—1937), родом из Полоцка. У него были сестра Циля-Крейна (в замужестве Певзнер, 1885—?), братья Яков (1888—1926), Осей—Лейб (1890—1941) и Бенно (1896—1941). Когда Арону было 8 лет, его приобщил к игре отец — сильный рижский шахматист. Детство его проходило типично для еврейского мальчика: изучение религиозных текстов, чистописание, математика. В детстве и проявился его комбинационный талант. Впоследствии Арон объяснял свои способности к комбинированию тем, что с малых лет привык разбираться в хитросплетениях Талмуда. Уже в 1896 году в журнале Deutsches Wochenschach сообщалось о девятилетнем мальчике в Прибалтике, который выделяется хорошей игрой. Тот же журнал опубликовал в 1904 году на 213 странице впервые партию Нимцовича. В 1897 году семья проживала в Двинске по адресу: улица Рижская, № 13-1а.
Серьёзное увлечение шахматами пришло к нему во время учёбы в Берлинском университете.
После неудачи на турнире в Бармене (1905), где Нимцович потерпел 8 поражений в 17 партиях и лишь в трех добился победы, он серьёзно задумался над своим стилем и приступил к исследованию проблем шахматной стратегии. Особое внимание уделил творчеству мастеров позиционного стиля. Уже в конце 1906 года на турнире в Мюнхене Нимцович занял первое место (8,5 очков из 10) и опередил второго призёра Шпильмана на два очка. Этот успех принёс ему звание мастера. Но следующий первый приз в международном турнире Нимцович взял лишь 17 лет спустя в Копенгагене (1923). Все эти годы Нимцович напряжённо работал над изучением закономерностей шахматной борьбы. В 1925 году шахматный мир был «разбужен» двумя его книгами: «Шахматная блокада» и «Моя система». Высоко оценил эти труды Эмануил Ласкер: «Нимцович — смелый пионер, уверенно пролагающий в дебрях шахматных возможностей новые оригинальные пути»
Изучал в Берлине философию, но больше уделял внимание шахматам в Кафе Kaiserhof. После завершения Первой мировой войны он обосновался в Дании, получил датское гражданство. Там он прожил последние 15 лет своей жизни. Умер Арон Исаевич Нимцович 16 марта 1935 года от пневмонии.

## Турнирные и матчевые результаты

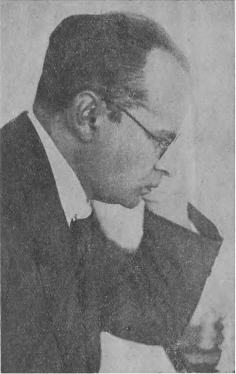
Опубликована в книге «Избранные партии международного турнира в Карлсбаде»

| Год         | Город              | Соревнование                                                                | +  | − | =  | Результат | Место |
| ----------- | ------------------ | --------------------------------------------------------------------------- | -- | - | -- | --------- | ----- |
| 1904        | Кобург             | 14-й конгресс Германского шахматного союза (побочный турнир)                | 9  | 4 | 3  | 10½ из 16 | 6     |
| 1905        | Вена               | Международный турнир                                                        | 3  | 5 | 10 | 8 из 18   | 6     |
|             | Бармен             | Международный турнир (турнир мастеров «Б»)                                  | 3  | 8 | 6  | 6 из 17   | 15—16 |
|             |                    | Матч с Р. Шпильманом                                                        | 4  | 4 | 5  | 6½ : 6½   |       |
| 1906        | Мюнхен             | Международный турнир (турнир городского шахматного клуба)                   | 7  | 0 | 3  | 8½ из 10  | 1     |
| 1907        | Остенде            | Международный турнир (турнир мастеров)                                      | 14 | 4 | 10 | 19 из 28  | 3—4   |
|             | Карлсбад           | 1-й международный турнир                                                    | 8  | 3 | 9  | 12½ из 20 | 4—5   |
| 1908        |                    | Матч с Р. Шпильманом                                                        | 1  | 4 | 1  | 1½ : 4½   |       |
| 1910        | Гамбург            | 17-й конгресс Германского шахматного союза                                  | 8  | 3 | 5  | 10½ из 16 | 3     |
| 1911        | Сан-Себастьян      | Международный турнир                                                        | 3  | 2 | 9  | 7½ из 14  | 5—7   |
|             | Карлсбад           | Международный турнир                                                        | 11 | 5 | 9  | 15½ из 25 | 5—6   |
|             |                    | Матч с П. Леонгардтом                                                       | 0  | 4 | 1  | ½ : 4½    |       |
| 1912        | Сан-Себастьян      | Международный турнир                                                        | 8  | 3 | 8  | 12 из 19  | 2—3   |
|             | Вильна             | Всероссийский турнир мастеров                                               | 6  | 3 | 9  | 10½ из 18 | 4     |
| 1913 / 1914 | Петербург          | Всероссийский турнир мастеров                                               | 12 | 2 | 3  | 13½ из 17 | 1—2   |
| 1914        | Петербург          | Дополнительный матч с А. А. Алехиным (за 1-й приз во Всероссийском турнире) | 1  | 1 | 0  | 1 : 1     |       |
|             | Петербург          | Международный турнир                                                        | 1  | 3 | 6  | 4 из 10   | 8     |
| 1920        | Гётеборг           | Международный турнир                                                        | 1  | 5 | 7  | 4½ из 13  | 12    |
|             | Стокгольм          | Международный турнир                                                        | 11 | 1 | 2  | 12 из 14  | 2     |
|             | Стокгольм          | Матч с Е. Д. Боголюбовым                                                    | 1  | 3 | 0  | 1 : 3     |       |
| 1922 / 1923 | Копенгаген         | Матч с А. Бринкманом                                                        | 4  | 0 | 0  | 4 : 0     |       |
| 1923        | Копенгаген         | Международный турнир                                                        | 6  | 0 | 4  | 8 из 10   | 1     |
|             | Карлсбад           | Международный турнир                                                        | 8  | 5 | 4  | 10 из 17  | 6—7   |
| 1924        | Копенгаген         | Турнир северных стран                                                       | 9  | 0 | 1  | 9½ из 10  | 1     |
| 1925        | Баден-Баден        | Международный турнир                                                        | 7  | 5 | 8  | 11 из 20  | 9     |
|             | Мариенбад          | Международный турнир                                                        | 8  | 1 | 6  | 11 из 15  | 1—2   |
|             | Бреслау            | 24-й конгресс Германского шахматного союза                                  | 6  | 2 | 3  | 7½ из 11  | 2     |
| 1926        | Земмеринг          | Международный турнир                                                        | 9  | 3 | 5  | 11½ из 17 | 4—5   |
|             | Дрезден            | Международный турнир                                                        | 8  | 0 | 1  | 8½ из 9   | 1     |
|             | Ганновер           | Международный турнир                                                        | 6  | 0 | 1  | 6½ из 7   | 1     |
| 1927        | Нью-Йорк           | Международный турнир                                                        | 6  | 5 | 9  | 10½ из 20 | 3     |
|             | Берлин             | Международный турнир                                                        | 5  | 2 | 2  | 6 из 9    | 2—4   |
|             | Копенгаген         | Турнир северных стран                                                       |    |   |    | 3½ из 5   | 2—3   |
|             | Кечкемет           | Международный турнир (предварительная группа Б)                             | 4  | 0 | 5  | 6½ из 9   | 2     |
|             |                    | (финал)                                                                     | 4  | 1 | 2  | 5 из 7    |       |
|             |                    | (общий итог)                                                                | 8  | 1 | 7  | 11½ из 16 | 2—3   |
|             | Лондон             | Международный турнир (турнир Королевского клуба)                            | 7  | 2 | 2  | 8 из 11   | 1—2   |
|             | Лондон             | Международный турнир (двухкруговой)                                         | 7  | 0 | 3  | 8½ из 10  | 1     |
|             | Бад-Ниндорф        | Международный турнир                                                        | 4  | 0 | 3  | 5½ из 7   | 1—2   |
| 1928        | Берлин             | Международный турнир (турнир шахматного общества)                           | 8  | 1 | 4  | 10 из 13  | 1     |
|             | Бад-Киссинген      | Международный турнир                                                        | 3  | 2 | 6  | 6 из 11   | 5     |
|             | Берлин             | Международный турнир (турнир Tageblatt)                                     | 4  | 2 | 6  | 7 из 12   | 2     |
|             | Копенгаген         | Турнир северных стран                                                       |    |   |    | 4 из 5    | 1     |
| 1929        | Карлсбад           | 4-й международный турнир                                                    | 10 | 1 | 10 | 15 из 21  | 1     |
| 1930        | Сан-Ремо           | Международный турнир                                                        | 8  | 2 | 5  | 10½ из 15 | 2     |
|             | Льеж               | Международный турнир                                                        | 3  | 2 | 6  | 6 из 11   | 3—5   |
|             | Франкфурт-на-Майне | Международный турнир                                                        | 9  | 1 | 1  | 9½ из 11  | 1     |
| 1931        | Винтертур          | Турнир швейцарских мастеров                                                 | 7  | 0 | 1  | 7½ из 8   | 1     |
|             | Блед               | Международный турнир                                                        | 8  | 6 | 12 | 14 из 26  | 3     |
|             | Берн               | Серия тренировочных партий с ведущими швейцарскими мастерами                | 8  | 2 | 3  | 9½ из 13  |       |
| 1933        | Копенгаген         | Турнир северных стран                                                       | 5  | 1 | 1  | 5½ из 7   | 1     |
| 1934        | Стокгольм          | Турнир северных стран                                                       | 6  | 2 | 2  | 7 из 10   | 2     |
|             | Цюрих              | Международный турнир                                                        | 6  | 3 | 6  | 9 из 15   | 6—7   |
|             | Копенгаген         | Турнир датских мастеров                                                     |    |   |    | 6½ из 8   | 1     |
|             | Стокгольм          | Матч с Г. Штальбергом                                                       | 2  | 4 | 2  | 4 : 6     |       |
|             | Стокгольм          | Матч с Г. Штольцем                                                          | 2  | 1 | 3  | 3½ : 2½   |       |

Крупнейшим успехом Нимцовича считается победа на турнире в Карлсбаде (1929), в котором принимали участие все сильнейшие шахматисты того времени за исключением Ласкера и Алехина. Нимцович избрал путь шахматного профессионала, что не могло обеспечить ему достаточного материального уровня жизни. Амбиции Нимцовича были очень высоки, но он просто не мог собирать нужных сумм ни для вызова на матч чемпиона мира, ни даже для поездок на крупные турниры.

## Вклад в теорию
Главный вклад Нимцовича в развитие шахмат — это вклад теоретика: Нимцовичем написаны три основополагающих труда по шахматной теории — «Моя система» (нем. Mein System, 1925), «Моя система на практике» (нем. Die Praxis meines System) и «Блокада» (нем. Die Blockade).
Погоня за эффектами кажется его непрестанным стремлением, и лишь при более близком изучении мы замечаем шахматно-философскую глубину идей, руководящих Нимцовичем при его экспериментах в области теории дебютовСавелий Тартаковер
Истинное представление о Нимцовиче, как о художнике и философе шахмат может получить только тот, кто знаком с его книгами. Его последняя книга особенно интересна. В ней он иллюстрирует многочисленными примерами свою стратегию, которую он разработал в целую системуАлександр Алехин
Основной предмет исследований Нимцовича — это практическое уточнение принципов Стейница. Тогда как его предшественники, освоившие идеи Стейница, искали выигрыша чисто стратегическим путём, Нимцович поставил на службу стратегическому мышлению комбинацию. После того как учение Стейница покорило умы шахматистов, к комбинации стали относиться с пренебрежением. Считалось, что комбинационный стиль противоречит шахматной логике и игрок, не попадающийся в ловушки, расставленные любителем комбинаций, должен обязательно выиграть, поскольку приверженность остроатакующему комбинационному стилю непременно ведёт к ослаблению позиции. Нимцович же доказал, что комбинация может служить логическим завершением позиционного преимущества. Он и другие шахматисты, отличавшиеся необычной по меркам времени манерой игры, были впоследствии названы Таррашем гипермодернистами.
Тем не менее некорректно было бы говорить о том, что Нимцович создал свою школу. Понятие «гипермодернисты» применялось в то время ко всем, кто, развивая учение Стейница, играл довольно причудливо для того времени. Если эксперименты Нимцовича не удавались, современники называли его манеру игры искусственной и упаднической. Если же Нимцович добивался крупных успехов, его провозглашали величайшим стратегом современности.
Стратегические исследования Нимцовича начались с пересмотра положений Тарраша, которые многими были восприняты догматически. Например, Тарраш явно переоценивал роль центральных пешек в дебюте. Нимцович доказал, что захват центра в дебюте (а это важнейшая часть позиционного учения Стейница) возможен и с помощью фигур, причём для этого не обязательно располагать пешки и фигуры непосредственно на центральных полях. Более того, по его мнению, пешка в центре часто является препятствием для дальнейшего развития инициативы. Кроме того, Тарраш преувеличивал невыгодность стеснённого положения. Нимцович же доказал, что в закрытых позициях, когда сторона, владеющая позиционным преимуществом и пространством, тем не менее не может осуществить прорыв, преимущество переходит к стороне, находящейся в стеснённом положении.
Именем Нимцовича названа разновидность индийских защит, когда чёрные выводят слона на b4. См. также Дебют Нимцовича, Контргамбит Нимцовича.

## Книги
- 1925 «Моя система» (нем. Mein System)
- 1925 «Шахматная блокада» (нем. Die Blockade)
- 1929 «Моя система на практике» (нем. Die Praxis meines Systems)
- Большой международный шахматный турнир в Киссингене 1928 г., Л., 1929 (соавтор);
- Как я стал гроссмейстером. Издательство: Шахматный листок, Библиотечка шахматиста № 5, 1929;
- Избранные партии Международного турнира в Карлсбаде 1929, Л., 1930;

## Примечательные партии

### Земиш— Нимцович
Копенгаген, 1923
Партия имеет неофициальное название — «бессмертная партия цугцванга»
|   | a | b | c | d | e | f | g | h |   |
| - | --- | --- | --- | --- | --- | --- | --- | --- | - |
| 8 | a8 чёрная ладья · f8 чёрная ладья · g8 чёрный король · d7 чёрный ферзь · g7 чёрная пешка · h7 чёрная пешка · a6 чёрная пешка · d6 чёрный слон · e6 чёрная пешка · b5 чёрный слон · d5 чёрная пешка · f5 чёрная пешка · h5 чёрный конь · b4 чёрная пешка · d4 белая пешка · e4 белая пешка · g3 белая пешка · h3 белая пешка · a2 белая пешка · b2 белая пешка · d2 белый слон · f2 белая пешка · g2 белый слон · h2 белый король · b1 белый конь · c1 белая ладья · d1 белый ферзь · g1 белая ладья | a8 чёрная ладья · f8 чёрная ладья · g8 чёрный король · d7 чёрный ферзь · g7 чёрная пешка · h7 чёрная пешка · a6 чёрная пешка · d6 чёрный слон · e6 чёрная пешка · b5 чёрный слон · d5 чёрная пешка · f5 чёрная пешка · h5 чёрный конь · b4 чёрная пешка · d4 белая пешка · e4 белая пешка · g3 белая пешка · h3 белая пешка · a2 белая пешка · b2 белая пешка · d2 белый слон · f2 белая пешка · g2 белый слон · h2 белый король · b1 белый конь · c1 белая ладья · d1 белый ферзь · g1 белая ладья | a8 чёрная ладья · f8 чёрная ладья · g8 чёрный король · d7 чёрный ферзь · g7 чёрная пешка · h7 чёрная пешка · a6 чёрная пешка · d6 чёрный слон · e6 чёрная пешка · b5 чёрный слон · d5 чёрная пешка · f5 чёрная пешка · h5 чёрный конь · b4 чёрная пешка · d4 белая пешка · e4 белая пешка · g3 белая пешка · h3 белая пешка · a2 белая пешка · b2 белая пешка · d2 белый слон · f2 белая пешка · g2 белый слон · h2 белый король · b1 белый конь · c1 белая ладья · d1 белый ферзь · g1 белая ладья | a8 чёрная ладья · f8 чёрная ладья · g8 чёрный король · d7 чёрный ферзь · g7 чёрная пешка · h7 чёрная пешка · a6 чёрная пешка · d6 чёрный слон · e6 чёрная пешка · b5 чёрный слон · d5 чёрная пешка · f5 чёрная пешка · h5 чёрный конь · b4 чёрная пешка · d4 белая пешка · e4 белая пешка · g3 белая пешка · h3 белая пешка · a2 белая пешка · b2 белая пешка · d2 белый слон · f2 белая пешка · g2 белый слон · h2 белый король · b1 белый конь · c1 белая ладья · d1 белый ферзь · g1 белая ладья | a8 чёрная ладья · f8 чёрная ладья · g8 чёрный король · d7 чёрный ферзь · g7 чёрная пешка · h7 чёрная пешка · a6 чёрная пешка · d6 чёрный слон · e6 чёрная пешка · b5 чёрный слон · d5 чёрная пешка · f5 чёрная пешка · h5 чёрный конь · b4 чёрная пешка · d4 белая пешка · e4 белая пешка · g3 белая пешка · h3 белая пешка · a2 белая пешка · b2 белая пешка · d2 белый слон · f2 белая пешка · g2 белый слон · h2 белый король · b1 белый конь · c1 белая ладья · d1 белый ферзь · g1 белая ладья | a8 чёрная ладья · f8 чёрная ладья · g8 чёрный король · d7 чёрный ферзь · g7 чёрная пешка · h7 чёрная пешка · a6 чёрная пешка · d6 чёрный слон · e6 чёрная пешка · b5 чёрный слон · d5 чёрная пешка · f5 чёрная пешка · h5 чёрный конь · b4 чёрная пешка · d4 белая пешка · e4 белая пешка · g3 белая пешка · h3 белая пешка · a2 белая пешка · b2 белая пешка · d2 белый слон · f2 белая пешка · g2 белый слон · h2 белый король · b1 белый конь · c1 белая ладья · d1 белый ферзь · g1 белая ладья | a8 чёрная ладья · f8 чёрная ладья · g8 чёрный король · d7 чёрный ферзь · g7 чёрная пешка · h7 чёрная пешка · a6 чёрная пешка · d6 чёрный слон · e6 чёрная пешка · b5 чёрный слон · d5 чёрная пешка · f5 чёрная пешка · h5 чёрный конь · b4 чёрная пешка · d4 белая пешка · e4 белая пешка · g3 белая пешка · h3 белая пешка · a2 белая пешка · b2 белая пешка · d2 белый слон · f2 белая пешка · g2 белый слон · h2 белый король · b1 белый конь · c1 белая ладья · d1 белый ферзь · g1 белая ладья | a8 чёрная ладья · f8 чёрная ладья · g8 чёрный король · d7 чёрный ферзь · g7 чёрная пешка · h7 чёрная пешка · a6 чёрная пешка · d6 чёрный слон · e6 чёрная пешка · b5 чёрный слон · d5 чёрная пешка · f5 чёрная пешка · h5 чёрный конь · b4 чёрная пешка · d4 белая пешка · e4 белая пешка · g3 белая пешка · h3 белая пешка · a2 белая пешка · b2 белая пешка · d2 белый слон · f2 белая пешка · g2 белый слон · h2 белый король · b1 белый конь · c1 белая ладья · d1 белый ферзь · g1 белая ладья | 8 |
| 7 | a8 чёрная ладья · f8 чёрная ладья · g8 чёрный король · d7 чёрный ферзь · g7 чёрная пешка · h7 чёрная пешка · a6 чёрная пешка · d6 чёрный слон · e6 чёрная пешка · b5 чёрный слон · d5 чёрная пешка · f5 чёрная пешка · h5 чёрный конь · b4 чёрная пешка · d4 белая пешка · e4 белая пешка · g3 белая пешка · h3 белая пешка · a2 белая пешка · b2 белая пешка · d2 белый слон · f2 белая пешка · g2 белый слон · h2 белый король · b1 белый конь · c1 белая ладья · d1 белый ферзь · g1 белая ладья | a8 чёрная ладья · f8 чёрная ладья · g8 чёрный король · d7 чёрный ферзь · g7 чёрная пешка · h7 чёрная пешка · a6 чёрная пешка · d6 чёрный слон · e6 чёрная пешка · b5 чёрный слон · d5 чёрная пешка · f5 чёрная пешка · h5 чёрный конь · b4 чёрная пешка · d4 белая пешка · e4 белая пешка · g3 белая пешка · h3 белая пешка · a2 белая пешка · b2 белая пешка · d2 белый слон · f2 белая пешка · g2 белый слон · h2 белый король · b1 белый конь · c1 белая ладья · d1 белый ферзь · g1 белая ладья | a8 чёрная ладья · f8 чёрная ладья · g8 чёрный король · d7 чёрный ферзь · g7 чёрная пешка · h7 чёрная пешка · a6 чёрная пешка · d6 чёрный слон · e6 чёрная пешка · b5 чёрный слон · d5 чёрная пешка · f5 чёрная пешка · h5 чёрный конь · b4 чёрная пешка · d4 белая пешка · e4 белая пешка · g3 белая пешка · h3 белая пешка · a2 белая пешка · b2 белая пешка · d2 белый слон · f2 белая пешка · g2 белый слон · h2 белый король · b1 белый конь · c1 белая ладья · d1 белый ферзь · g1 белая ладья | a8 чёрная ладья · f8 чёрная ладья · g8 чёрный король · d7 чёрный ферзь · g7 чёрная пешка · h7 чёрная пешка · a6 чёрная пешка · d6 чёрный слон · e6 чёрная пешка · b5 чёрный слон · d5 чёрная пешка · f5 чёрная пешка · h5 чёрный конь · b4 чёрная пешка · d4 белая пешка · e4 белая пешка · g3 белая пешка · h3 белая пешка · a2 белая пешка · b2 белая пешка · d2 белый слон · f2 белая пешка · g2 белый слон · h2 белый король · b1 белый конь · c1 белая ладья · d1 белый ферзь · g1 белая ладья | a8 чёрная ладья · f8 чёрная ладья · g8 чёрный король · d7 чёрный ферзь · g7 чёрная пешка · h7 чёрная пешка · a6 чёрная пешка · d6 чёрный слон · e6 чёрная пешка · b5 чёрный слон · d5 чёрная пешка · f5 чёрная пешка · h5 чёрный конь · b4 чёрная пешка · d4 белая пешка · e4 белая пешка · g3 белая пешка · h3 белая пешка · a2 белая пешка · b2 белая пешка · d2 белый слон · f2 белая пешка · g2 белый слон · h2 белый король · b1 белый конь · c1 белая ладья · d1 белый ферзь · g1 белая ладья | a8 чёрная ладья · f8 чёрная ладья · g8 чёрный король · d7 чёрный ферзь · g7 чёрная пешка · h7 чёрная пешка · a6 чёрная пешка · d6 чёрный слон · e6 чёрная пешка · b5 чёрный слон · d5 чёрная пешка · f5 чёрная пешка · h5 чёрный конь · b4 чёрная пешка · d4 белая пешка · e4 белая пешка · g3 белая пешка · h3 белая пешка · a2 белая пешка · b2 белая пешка · d2 белый слон · f2 белая пешка · g2 белый слон · h2 белый король · b1 белый конь · c1 белая ладья · d1 белый ферзь · g1 белая ладья | a8 чёрная ладья · f8 чёрная ладья · g8 чёрный король · d7 чёрный ферзь · g7 чёрная пешка · h7 чёрная пешка · a6 чёрная пешка · d6 чёрный слон · e6 чёрная пешка · b5 чёрный слон · d5 чёрная пешка · f5 чёрная пешка · h5 чёрный конь · b4 чёрная пешка · d4 белая пешка · e4 белая пешка · g3 белая пешка · h3 белая пешка · a2 белая пешка · b2 белая пешка · d2 белый слон · f2 белая пешка · g2 белый слон · h2 белый король · b1 белый конь · c1 белая ладья · d1 белый ферзь · g1 белая ладья | a8 чёрная ладья · f8 чёрная ладья · g8 чёрный король · d7 чёрный ферзь · g7 чёрная пешка · h7 чёрная пешка · a6 чёрная пешка · d6 чёрный слон · e6 чёрная пешка · b5 чёрный слон · d5 чёрная пешка · f5 чёрная пешка · h5 чёрный конь · b4 чёрная пешка · d4 белая пешка · e4 белая пешка · g3 белая пешка · h3 белая пешка · a2 белая пешка · b2 белая пешка · d2 белый слон · f2 белая пешка · g2 белый слон · h2 белый король · b1 белый конь · c1 белая ладья · d1 белый ферзь · g1 белая ладья | 7 |
| 6 | a8 чёрная ладья · f8 чёрная ладья · g8 чёрный король · d7 чёрный ферзь · g7 чёрная пешка · h7 чёрная пешка · a6 чёрная пешка · d6 чёрный слон · e6 чёрная пешка · b5 чёрный слон · d5 чёрная пешка · f5 чёрная пешка · h5 чёрный конь · b4 чёрная пешка · d4 белая пешка · e4 белая пешка · g3 белая пешка · h3 белая пешка · a2 белая пешка · b2 белая пешка · d2 белый слон · f2 белая пешка · g2 белый слон · h2 белый король · b1 белый конь · c1 белая ладья · d1 белый ферзь · g1 белая ладья | a8 чёрная ладья · f8 чёрная ладья · g8 чёрный король · d7 чёрный ферзь · g7 чёрная пешка · h7 чёрная пешка · a6 чёрная пешка · d6 чёрный слон · e6 чёрная пешка · b5 чёрный слон · d5 чёрная пешка · f5 чёрная пешка · h5 чёрный конь · b4 чёрная пешка · d4 белая пешка · e4 белая пешка · g3 белая пешка · h3 белая пешка · a2 белая пешка · b2 белая пешка · d2 белый слон · f2 белая пешка · g2 белый слон · h2 белый король · b1 белый конь · c1 белая ладья · d1 белый ферзь · g1 белая ладья | a8 чёрная ладья · f8 чёрная ладья · g8 чёрный король · d7 чёрный ферзь · g7 чёрная пешка · h7 чёрная пешка · a6 чёрная пешка · d6 чёрный слон · e6 чёрная пешка · b5 чёрный слон · d5 чёрная пешка · f5 чёрная пешка · h5 чёрный конь · b4 чёрная пешка · d4 белая пешка · e4 белая пешка · g3 белая пешка · h3 белая пешка · a2 белая пешка · b2 белая пешка · d2 белый слон · f2 белая пешка · g2 белый слон · h2 белый король · b1 белый конь · c1 белая ладья · d1 белый ферзь · g1 белая ладья | a8 чёрная ладья · f8 чёрная ладья · g8 чёрный король · d7 чёрный ферзь · g7 чёрная пешка · h7 чёрная пешка · a6 чёрная пешка · d6 чёрный слон · e6 чёрная пешка · b5 чёрный слон · d5 чёрная пешка · f5 чёрная пешка · h5 чёрный конь · b4 чёрная пешка · d4 белая пешка · e4 белая пешка · g3 белая пешка · h3 белая пешка · a2 белая пешка · b2 белая пешка · d2 белый слон · f2 белая пешка · g2 белый слон · h2 белый король · b1 белый конь · c1 белая ладья · d1 белый ферзь · g1 белая ладья | a8 чёрная ладья · f8 чёрная ладья · g8 чёрный король · d7 чёрный ферзь · g7 чёрная пешка · h7 чёрная пешка · a6 чёрная пешка · d6 чёрный слон · e6 чёрная пешка · b5 чёрный слон · d5 чёрная пешка · f5 чёрная пешка · h5 чёрный конь · b4 чёрная пешка · d4 белая пешка · e4 белая пешка · g3 белая пешка · h3 белая пешка · a2 белая пешка · b2 белая пешка · d2 белый слон · f2 белая пешка · g2 белый слон · h2 белый король · b1 белый конь · c1 белая ладья · d1 белый ферзь · g1 белая ладья | a8 чёрная ладья · f8 чёрная ладья · g8 чёрный король · d7 чёрный ферзь · g7 чёрная пешка · h7 чёрная пешка · a6 чёрная пешка · d6 чёрный слон · e6 чёрная пешка · b5 чёрный слон · d5 чёрная пешка · f5 чёрная пешка · h5 чёрный конь · b4 чёрная пешка · d4 белая пешка · e4 белая пешка · g3 белая пешка · h3 белая пешка · a2 белая пешка · b2 белая пешка · d2 белый слон · f2 белая пешка · g2 белый слон · h2 белый король · b1 белый конь · c1 белая ладья · d1 белый ферзь · g1 белая ладья | a8 чёрная ладья · f8 чёрная ладья · g8 чёрный король · d7 чёрный ферзь · g7 чёрная пешка · h7 чёрная пешка · a6 чёрная пешка · d6 чёрный слон · e6 чёрная пешка · b5 чёрный слон · d5 чёрная пешка · f5 чёрная пешка · h5 чёрный конь · b4 чёрная пешка · d4 белая пешка · e4 белая пешка · g3 белая пешка · h3 белая пешка · a2 белая пешка · b2 белая пешка · d2 белый слон · f2 белая пешка · g2 белый слон · h2 белый король · b1 белый конь · c1 белая ладья · d1 белый ферзь · g1 белая ладья | a8 чёрная ладья · f8 чёрная ладья · g8 чёрный король · d7 чёрный ферзь · g7 чёрная пешка · h7 чёрная пешка · a6 чёрная пешка · d6 чёрный слон · e6 чёрная пешка · b5 чёрный слон · d5 чёрная пешка · f5 чёрная пешка · h5 чёрный конь · b4 чёрная пешка · d4 белая пешка · e4 белая пешка · g3 белая пешка · h3 белая пешка · a2 белая пешка · b2 белая пешка · d2 белый слон · f2 белая пешка · g2 белый слон · h2 белый король · b1 белый конь · c1 белая ладья · d1 белый ферзь · g1 белая ладья | 6 |
| 5 | a8 чёрная ладья · f8 чёрная ладья · g8 чёрный король · d7 чёрный ферзь · g7 чёрная пешка · h7 чёрная пешка · a6 чёрная пешка · d6 чёрный слон · e6 чёрная пешка · b5 чёрный слон · d5 чёрная пешка · f5 чёрная пешка · h5 чёрный конь · b4 чёрная пешка · d4 белая пешка · e4 белая пешка · g3 белая пешка · h3 белая пешка · a2 белая пешка · b2 белая пешка · d2 белый слон · f2 белая пешка · g2 белый слон · h2 белый король · b1 белый конь · c1 белая ладья · d1 белый ферзь · g1 белая ладья | a8 чёрная ладья · f8 чёрная ладья · g8 чёрный король · d7 чёрный ферзь · g7 чёрная пешка · h7 чёрная пешка · a6 чёрная пешка · d6 чёрный слон · e6 чёрная пешка · b5 чёрный слон · d5 чёрная пешка · f5 чёрная пешка · h5 чёрный конь · b4 чёрная пешка · d4 белая пешка · e4 белая пешка · g3 белая пешка · h3 белая пешка · a2 белая пешка · b2 белая пешка · d2 белый слон · f2 белая пешка · g2 белый слон · h2 белый король · b1 белый конь · c1 белая ладья · d1 белый ферзь · g1 белая ладья | a8 чёрная ладья · f8 чёрная ладья · g8 чёрный король · d7 чёрный ферзь · g7 чёрная пешка · h7 чёрная пешка · a6 чёрная пешка · d6 чёрный слон · e6 чёрная пешка · b5 чёрный слон · d5 чёрная пешка · f5 чёрная пешка · h5 чёрный конь · b4 чёрная пешка · d4 белая пешка · e4 белая пешка · g3 белая пешка · h3 белая пешка · a2 белая пешка · b2 белая пешка · d2 белый слон · f2 белая пешка · g2 белый слон · h2 белый король · b1 белый конь · c1 белая ладья · d1 белый ферзь · g1 белая ладья | a8 чёрная ладья · f8 чёрная ладья · g8 чёрный король · d7 чёрный ферзь · g7 чёрная пешка · h7 чёрная пешка · a6 чёрная пешка · d6 чёрный слон · e6 чёрная пешка · b5 чёрный слон · d5 чёрная пешка · f5 чёрная пешка · h5 чёрный конь · b4 чёрная пешка · d4 белая пешка · e4 белая пешка · g3 белая пешка · h3 белая пешка · a2 белая пешка · b2 белая пешка · d2 белый слон · f2 белая пешка · g2 белый слон · h2 белый король · b1 белый конь · c1 белая ладья · d1 белый ферзь · g1 белая ладья | a8 чёрная ладья · f8 чёрная ладья · g8 чёрный король · d7 чёрный ферзь · g7 чёрная пешка · h7 чёрная пешка · a6 чёрная пешка · d6 чёрный слон · e6 чёрная пешка · b5 чёрный слон · d5 чёрная пешка · f5 чёрная пешка · h5 чёрный конь · b4 чёрная пешка · d4 белая пешка · e4 белая пешка · g3 белая пешка · h3 белая пешка · a2 белая пешка · b2 белая пешка · d2 белый слон · f2 белая пешка · g2 белый слон · h2 белый король · b1 белый конь · c1 белая ладья · d1 белый ферзь · g1 белая ладья | a8 чёрная ладья · f8 чёрная ладья · g8 чёрный король · d7 чёрный ферзь · g7 чёрная пешка · h7 чёрная пешка · a6 чёрная пешка · d6 чёрный слон · e6 чёрная пешка · b5 чёрный слон · d5 чёрная пешка · f5 чёрная пешка · h5 чёрный конь · b4 чёрная пешка · d4 белая пешка · e4 белая пешка · g3 белая пешка · h3 белая пешка · a2 белая пешка · b2 белая пешка · d2 белый слон · f2 белая пешка · g2 белый слон · h2 белый король · b1 белый конь · c1 белая ладья · d1 белый ферзь · g1 белая ладья | a8 чёрная ладья · f8 чёрная ладья · g8 чёрный король · d7 чёрный ферзь · g7 чёрная пешка · h7 чёрная пешка · a6 чёрная пешка · d6 чёрный слон · e6 чёрная пешка · b5 чёрный слон · d5 чёрная пешка · f5 чёрная пешка · h5 чёрный конь · b4 чёрная пешка · d4 белая пешка · e4 белая пешка · g3 белая пешка · h3 белая пешка · a2 белая пешка · b2 белая пешка · d2 белый слон · f2 белая пешка · g2 белый слон · h2 белый король · b1 белый конь · c1 белая ладья · d1 белый ферзь · g1 белая ладья | a8 чёрная ладья · f8 чёрная ладья · g8 чёрный король · d7 чёрный ферзь · g7 чёрная пешка · h7 чёрная пешка · a6 чёрная пешка · d6 чёрный слон · e6 чёрная пешка · b5 чёрный слон · d5 чёрная пешка · f5 чёрная пешка · h5 чёрный конь · b4 чёрная пешка · d4 белая пешка · e4 белая пешка · g3 белая пешка · h3 белая пешка · a2 белая пешка · b2 белая пешка · d2 белый слон · f2 белая пешка · g2 белый слон · h2 белый король · b1 белый конь · c1 белая ладья · d1 белый ферзь · g1 белая ладья | 5 |
| 4 | a8 чёрная ладья · f8 чёрная ладья · g8 чёрный король · d7 чёрный ферзь · g7 чёрная пешка · h7 чёрная пешка · a6 чёрная пешка · d6 чёрный слон · e6 чёрная пешка · b5 чёрный слон · d5 чёрная пешка · f5 чёрная пешка · h5 чёрный конь · b4 чёрная пешка · d4 белая пешка · e4 белая пешка · g3 белая пешка · h3 белая пешка · a2 белая пешка · b2 белая пешка · d2 белый слон · f2 белая пешка · g2 белый слон · h2 белый король · b1 белый конь · c1 белая ладья · d1 белый ферзь · g1 белая ладья | a8 чёрная ладья · f8 чёрная ладья · g8 чёрный король · d7 чёрный ферзь · g7 чёрная пешка · h7 чёрная пешка · a6 чёрная пешка · d6 чёрный слон · e6 чёрная пешка · b5 чёрный слон · d5 чёрная пешка · f5 чёрная пешка · h5 чёрный конь · b4 чёрная пешка · d4 белая пешка · e4 белая пешка · g3 белая пешка · h3 белая пешка · a2 белая пешка · b2 белая пешка · d2 белый слон · f2 белая пешка · g2 белый слон · h2 белый король · b1 белый конь · c1 белая ладья · d1 белый ферзь · g1 белая ладья | a8 чёрная ладья · f8 чёрная ладья · g8 чёрный король · d7 чёрный ферзь · g7 чёрная пешка · h7 чёрная пешка · a6 чёрная пешка · d6 чёрный слон · e6 чёрная пешка · b5 чёрный слон · d5 чёрная пешка · f5 чёрная пешка · h5 чёрный конь · b4 чёрная пешка · d4 белая пешка · e4 белая пешка · g3 белая пешка · h3 белая пешка · a2 белая пешка · b2 белая пешка · d2 белый слон · f2 белая пешка · g2 белый слон · h2 белый король · b1 белый конь · c1 белая ладья · d1 белый ферзь · g1 белая ладья | a8 чёрная ладья · f8 чёрная ладья · g8 чёрный король · d7 чёрный ферзь · g7 чёрная пешка · h7 чёрная пешка · a6 чёрная пешка · d6 чёрный слон · e6 чёрная пешка · b5 чёрный слон · d5 чёрная пешка · f5 чёрная пешка · h5 чёрный конь · b4 чёрная пешка · d4 белая пешка · e4 белая пешка · g3 белая пешка · h3 белая пешка · a2 белая пешка · b2 белая пешка · d2 белый слон · f2 белая пешка · g2 белый слон · h2 белый король · b1 белый конь · c1 белая ладья · d1 белый ферзь · g1 белая ладья | a8 чёрная ладья · f8 чёрная ладья · g8 чёрный король · d7 чёрный ферзь · g7 чёрная пешка · h7 чёрная пешка · a6 чёрная пешка · d6 чёрный слон · e6 чёрная пешка · b5 чёрный слон · d5 чёрная пешка · f5 чёрная пешка · h5 чёрный конь · b4 чёрная пешка · d4 белая пешка · e4 белая пешка · g3 белая пешка · h3 белая пешка · a2 белая пешка · b2 белая пешка · d2 белый слон · f2 белая пешка · g2 белый слон · h2 белый король · b1 белый конь · c1 белая ладья · d1 белый ферзь · g1 белая ладья | a8 чёрная ладья · f8 чёрная ладья · g8 чёрный король · d7 чёрный ферзь · g7 чёрная пешка · h7 чёрная пешка · a6 чёрная пешка · d6 чёрный слон · e6 чёрная пешка · b5 чёрный слон · d5 чёрная пешка · f5 чёрная пешка · h5 чёрный конь · b4 чёрная пешка · d4 белая пешка · e4 белая пешка · g3 белая пешка · h3 белая пешка · a2 белая пешка · b2 белая пешка · d2 белый слон · f2 белая пешка · g2 белый слон · h2 белый король · b1 белый конь · c1 белая ладья · d1 белый ферзь · g1 белая ладья | a8 чёрная ладья · f8 чёрная ладья · g8 чёрный король · d7 чёрный ферзь · g7 чёрная пешка · h7 чёрная пешка · a6 чёрная пешка · d6 чёрный слон · e6 чёрная пешка · b5 чёрный слон · d5 чёрная пешка · f5 чёрная пешка · h5 чёрный конь · b4 чёрная пешка · d4 белая пешка · e4 белая пешка · g3 белая пешка · h3 белая пешка · a2 белая пешка · b2 белая пешка · d2 белый слон · f2 белая пешка · g2 белый слон · h2 белый король · b1 белый конь · c1 белая ладья · d1 белый ферзь · g1 белая ладья | a8 чёрная ладья · f8 чёрная ладья · g8 чёрный король · d7 чёрный ферзь · g7 чёрная пешка · h7 чёрная пешка · a6 чёрная пешка · d6 чёрный слон · e6 чёрная пешка · b5 чёрный слон · d5 чёрная пешка · f5 чёрная пешка · h5 чёрный конь · b4 чёрная пешка · d4 белая пешка · e4 белая пешка · g3 белая пешка · h3 белая пешка · a2 белая пешка · b2 белая пешка · d2 белый слон · f2 белая пешка · g2 белый слон · h2 белый король · b1 белый конь · c1 белая ладья · d1 белый ферзь · g1 белая ладья | 4 |
| 3 | a8 чёрная ладья · f8 чёрная ладья · g8 чёрный король · d7 чёрный ферзь · g7 чёрная пешка · h7 чёрная пешка · a6 чёрная пешка · d6 чёрный слон · e6 чёрная пешка · b5 чёрный слон · d5 чёрная пешка · f5 чёрная пешка · h5 чёрный конь · b4 чёрная пешка · d4 белая пешка · e4 белая пешка · g3 белая пешка · h3 белая пешка · a2 белая пешка · b2 белая пешка · d2 белый слон · f2 белая пешка · g2 белый слон · h2 белый король · b1 белый конь · c1 белая ладья · d1 белый ферзь · g1 белая ладья | a8 чёрная ладья · f8 чёрная ладья · g8 чёрный король · d7 чёрный ферзь · g7 чёрная пешка · h7 чёрная пешка · a6 чёрная пешка · d6 чёрный слон · e6 чёрная пешка · b5 чёрный слон · d5 чёрная пешка · f5 чёрная пешка · h5 чёрный конь · b4 чёрная пешка · d4 белая пешка · e4 белая пешка · g3 белая пешка · h3 белая пешка · a2 белая пешка · b2 белая пешка · d2 белый слон · f2 белая пешка · g2 белый слон · h2 белый король · b1 белый конь · c1 белая ладья · d1 белый ферзь · g1 белая ладья | a8 чёрная ладья · f8 чёрная ладья · g8 чёрный король · d7 чёрный ферзь · g7 чёрная пешка · h7 чёрная пешка · a6 чёрная пешка · d6 чёрный слон · e6 чёрная пешка · b5 чёрный слон · d5 чёрная пешка · f5 чёрная пешка · h5 чёрный конь · b4 чёрная пешка · d4 белая пешка · e4 белая пешка · g3 белая пешка · h3 белая пешка · a2 белая пешка · b2 белая пешка · d2 белый слон · f2 белая пешка · g2 белый слон · h2 белый король · b1 белый конь · c1 белая ладья · d1 белый ферзь · g1 белая ладья | a8 чёрная ладья · f8 чёрная ладья · g8 чёрный король · d7 чёрный ферзь · g7 чёрная пешка · h7 чёрная пешка · a6 чёрная пешка · d6 чёрный слон · e6 чёрная пешка · b5 чёрный слон · d5 чёрная пешка · f5 чёрная пешка · h5 чёрный конь · b4 чёрная пешка · d4 белая пешка · e4 белая пешка · g3 белая пешка · h3 белая пешка · a2 белая пешка · b2 белая пешка · d2 белый слон · f2 белая пешка · g2 белый слон · h2 белый король · b1 белый конь · c1 белая ладья · d1 белый ферзь · g1 белая ладья | a8 чёрная ладья · f8 чёрная ладья · g8 чёрный король · d7 чёрный ферзь · g7 чёрная пешка · h7 чёрная пешка · a6 чёрная пешка · d6 чёрный слон · e6 чёрная пешка · b5 чёрный слон · d5 чёрная пешка · f5 чёрная пешка · h5 чёрный конь · b4 чёрная пешка · d4 белая пешка · e4 белая пешка · g3 белая пешка · h3 белая пешка · a2 белая пешка · b2 белая пешка · d2 белый слон · f2 белая пешка · g2 белый слон · h2 белый король · b1 белый конь · c1 белая ладья · d1 белый ферзь · g1 белая ладья | a8 чёрная ладья · f8 чёрная ладья · g8 чёрный король · d7 чёрный ферзь · g7 чёрная пешка · h7 чёрная пешка · a6 чёрная пешка · d6 чёрный слон · e6 чёрная пешка · b5 чёрный слон · d5 чёрная пешка · f5 чёрная пешка · h5 чёрный конь · b4 чёрная пешка · d4 белая пешка · e4 белая пешка · g3 белая пешка · h3 белая пешка · a2 белая пешка · b2 белая пешка · d2 белый слон · f2 белая пешка · g2 белый слон · h2 белый король · b1 белый конь · c1 белая ладья · d1 белый ферзь · g1 белая ладья | a8 чёрная ладья · f8 чёрная ладья · g8 чёрный король · d7 чёрный ферзь · g7 чёрная пешка · h7 чёрная пешка · a6 чёрная пешка · d6 чёрный слон · e6 чёрная пешка · b5 чёрный слон · d5 чёрная пешка · f5 чёрная пешка · h5 чёрный конь · b4 чёрная пешка · d4 белая пешка · e4 белая пешка · g3 белая пешка · h3 белая пешка · a2 белая пешка · b2 белая пешка · d2 белый слон · f2 белая пешка · g2 белый слон · h2 белый король · b1 белый конь · c1 белая ладья · d1 белый ферзь · g1 белая ладья | a8 чёрная ладья · f8 чёрная ладья · g8 чёрный король · d7 чёрный ферзь · g7 чёрная пешка · h7 чёрная пешка · a6 чёрная пешка · d6 чёрный слон · e6 чёрная пешка · b5 чёрный слон · d5 чёрная пешка · f5 чёрная пешка · h5 чёрный конь · b4 чёрная пешка · d4 белая пешка · e4 белая пешка · g3 белая пешка · h3 белая пешка · a2 белая пешка · b2 белая пешка · d2 белый слон · f2 белая пешка · g2 белый слон · h2 белый король · b1 белый конь · c1 белая ладья · d1 белый ферзь · g1 белая ладья | 3 |
| 2 | a8 чёрная ладья · f8 чёрная ладья · g8 чёрный король · d7 чёрный ферзь · g7 чёрная пешка · h7 чёрная пешка · a6 чёрная пешка · d6 чёрный слон · e6 чёрная пешка · b5 чёрный слон · d5 чёрная пешка · f5 чёрная пешка · h5 чёрный конь · b4 чёрная пешка · d4 белая пешка · e4 белая пешка · g3 белая пешка · h3 белая пешка · a2 белая пешка · b2 белая пешка · d2 белый слон · f2 белая пешка · g2 белый слон · h2 белый король · b1 белый конь · c1 белая ладья · d1 белый ферзь · g1 белая ладья | a8 чёрная ладья · f8 чёрная ладья · g8 чёрный король · d7 чёрный ферзь · g7 чёрная пешка · h7 чёрная пешка · a6 чёрная пешка · d6 чёрный слон · e6 чёрная пешка · b5 чёрный слон · d5 чёрная пешка · f5 чёрная пешка · h5 чёрный конь · b4 чёрная пешка · d4 белая пешка · e4 белая пешка · g3 белая пешка · h3 белая пешка · a2 белая пешка · b2 белая пешка · d2 белый слон · f2 белая пешка · g2 белый слон · h2 белый король · b1 белый конь · c1 белая ладья · d1 белый ферзь · g1 белая ладья | a8 чёрная ладья · f8 чёрная ладья · g8 чёрный король · d7 чёрный ферзь · g7 чёрная пешка · h7 чёрная пешка · a6 чёрная пешка · d6 чёрный слон · e6 чёрная пешка · b5 чёрный слон · d5 чёрная пешка · f5 чёрная пешка · h5 чёрный конь · b4 чёрная пешка · d4 белая пешка · e4 белая пешка · g3 белая пешка · h3 белая пешка · a2 белая пешка · b2 белая пешка · d2 белый слон · f2 белая пешка · g2 белый слон · h2 белый король · b1 белый конь · c1 белая ладья · d1 белый ферзь · g1 белая ладья | a8 чёрная ладья · f8 чёрная ладья · g8 чёрный король · d7 чёрный ферзь · g7 чёрная пешка · h7 чёрная пешка · a6 чёрная пешка · d6 чёрный слон · e6 чёрная пешка · b5 чёрный слон · d5 чёрная пешка · f5 чёрная пешка · h5 чёрный конь · b4 чёрная пешка · d4 белая пешка · e4 белая пешка · g3 белая пешка · h3 белая пешка · a2 белая пешка · b2 белая пешка · d2 белый слон · f2 белая пешка · g2 белый слон · h2 белый король · b1 белый конь · c1 белая ладья · d1 белый ферзь · g1 белая ладья | a8 чёрная ладья · f8 чёрная ладья · g8 чёрный король · d7 чёрный ферзь · g7 чёрная пешка · h7 чёрная пешка · a6 чёрная пешка · d6 чёрный слон · e6 чёрная пешка · b5 чёрный слон · d5 чёрная пешка · f5 чёрная пешка · h5 чёрный конь · b4 чёрная пешка · d4 белая пешка · e4 белая пешка · g3 белая пешка · h3 белая пешка · a2 белая пешка · b2 белая пешка · d2 белый слон · f2 белая пешка · g2 белый слон · h2 белый король · b1 белый конь · c1 белая ладья · d1 белый ферзь · g1 белая ладья | a8 чёрная ладья · f8 чёрная ладья · g8 чёрный король · d7 чёрный ферзь · g7 чёрная пешка · h7 чёрная пешка · a6 чёрная пешка · d6 чёрный слон · e6 чёрная пешка · b5 чёрный слон · d5 чёрная пешка · f5 чёрная пешка · h5 чёрный конь · b4 чёрная пешка · d4 белая пешка · e4 белая пешка · g3 белая пешка · h3 белая пешка · a2 белая пешка · b2 белая пешка · d2 белый слон · f2 белая пешка · g2 белый слон · h2 белый король · b1 белый конь · c1 белая ладья · d1 белый ферзь · g1 белая ладья | a8 чёрная ладья · f8 чёрная ладья · g8 чёрный король · d7 чёрный ферзь · g7 чёрная пешка · h7 чёрная пешка · a6 чёрная пешка · d6 чёрный слон · e6 чёрная пешка · b5 чёрный слон · d5 чёрная пешка · f5 чёрная пешка · h5 чёрный конь · b4 чёрная пешка · d4 белая пешка · e4 белая пешка · g3 белая пешка · h3 белая пешка · a2 белая пешка · b2 белая пешка · d2 белый слон · f2 белая пешка · g2 белый слон · h2 белый король · b1 белый конь · c1 белая ладья · d1 белый ферзь · g1 белая ладья | a8 чёрная ладья · f8 чёрная ладья · g8 чёрный король · d7 чёрный ферзь · g7 чёрная пешка · h7 чёрная пешка · a6 чёрная пешка · d6 чёрный слон · e6 чёрная пешка · b5 чёрный слон · d5 чёрная пешка · f5 чёрная пешка · h5 чёрный конь · b4 чёрная пешка · d4 белая пешка · e4 белая пешка · g3 белая пешка · h3 белая пешка · a2 белая пешка · b2 белая пешка · d2 белый слон · f2 белая пешка · g2 белый слон · h2 белый король · b1 белый конь · c1 белая ладья · d1 белый ферзь · g1 белая ладья | 2 |
| 1 | a8 чёрная ладья · f8 чёрная ладья · g8 чёрный король · d7 чёрный ферзь · g7 чёрная пешка · h7 чёрная пешка · a6 чёрная пешка · d6 чёрный слон · e6 чёрная пешка · b5 чёрный слон · d5 чёрная пешка · f5 чёрная пешка · h5 чёрный конь · b4 чёрная пешка · d4 белая пешка · e4 белая пешка · g3 белая пешка · h3 белая пешка · a2 белая пешка · b2 белая пешка · d2 белый слон · f2 белая пешка · g2 белый слон · h2 белый король · b1 белый конь · c1 белая ладья · d1 белый ферзь · g1 белая ладья | a8 чёрная ладья · f8 чёрная ладья · g8 чёрный король · d7 чёрный ферзь · g7 чёрная пешка · h7 чёрная пешка · a6 чёрная пешка · d6 чёрный слон · e6 чёрная пешка · b5 чёрный слон · d5 чёрная пешка · f5 чёрная пешка · h5 чёрный конь · b4 чёрная пешка · d4 белая пешка · e4 белая пешка · g3 белая пешка · h3 белая пешка · a2 белая пешка · b2 белая пешка · d2 белый слон · f2 белая пешка · g2 белый слон · h2 белый король · b1 белый конь · c1 белая ладья · d1 белый ферзь · g1 белая ладья | a8 чёрная ладья · f8 чёрная ладья · g8 чёрный король · d7 чёрный ферзь · g7 чёрная пешка · h7 чёрная пешка · a6 чёрная пешка · d6 чёрный слон · e6 чёрная пешка · b5 чёрный слон · d5 чёрная пешка · f5 чёрная пешка · h5 чёрный конь · b4 чёрная пешка · d4 белая пешка · e4 белая пешка · g3 белая пешка · h3 белая пешка · a2 белая пешка · b2 белая пешка · d2 белый слон · f2 белая пешка · g2 белый слон · h2 белый король · b1 белый конь · c1 белая ладья · d1 белый ферзь · g1 белая ладья | a8 чёрная ладья · f8 чёрная ладья · g8 чёрный король · d7 чёрный ферзь · g7 чёрная пешка · h7 чёрная пешка · a6 чёрная пешка · d6 чёрный слон · e6 чёрная пешка · b5 чёрный слон · d5 чёрная пешка · f5 чёрная пешка · h5 чёрный конь · b4 чёрная пешка · d4 белая пешка · e4 белая пешка · g3 белая пешка · h3 белая пешка · a2 белая пешка · b2 белая пешка · d2 белый слон · f2 белая пешка · g2 белый слон · h2 белый король · b1 белый конь · c1 белая ладья · d1 белый ферзь · g1 белая ладья | a8 чёрная ладья · f8 чёрная ладья · g8 чёрный король · d7 чёрный ферзь · g7 чёрная пешка · h7 чёрная пешка · a6 чёрная пешка · d6 чёрный слон · e6 чёрная пешка · b5 чёрный слон · d5 чёрная пешка · f5 чёрная пешка · h5 чёрный конь · b4 чёрная пешка · d4 белая пешка · e4 белая пешка · g3 белая пешка · h3 белая пешка · a2 белая пешка · b2 белая пешка · d2 белый слон · f2 белая пешка · g2 белый слон · h2 белый король · b1 белый конь · c1 белая ладья · d1 белый ферзь · g1 белая ладья | a8 чёрная ладья · f8 чёрная ладья · g8 чёрный король · d7 чёрный ферзь · g7 чёрная пешка · h7 чёрная пешка · a6 чёрная пешка · d6 чёрный слон · e6 чёрная пешка · b5 чёрный слон · d5 чёрная пешка · f5 чёрная пешка · h5 чёрный конь · b4 чёрная пешка · d4 белая пешка · e4 белая пешка · g3 белая пешка · h3 белая пешка · a2 белая пешка · b2 белая пешка · d2 белый слон · f2 белая пешка · g2 белый слон · h2 белый король · b1 белый конь · c1 белая ладья · d1 белый ферзь · g1 белая ладья | a8 чёрная ладья · f8 чёрная ладья · g8 чёрный король · d7 чёрный ферзь · g7 чёрная пешка · h7 чёрная пешка · a6 чёрная пешка · d6 чёрный слон · e6 чёрная пешка · b5 чёрный слон · d5 чёрная пешка · f5 чёрная пешка · h5 чёрный конь · b4 чёрная пешка · d4 белая пешка · e4 белая пешка · g3 белая пешка · h3 белая пешка · a2 белая пешка · b2 белая пешка · d2 белый слон · f2 белая пешка · g2 белый слон · h2 белый король · b1 белый конь · c1 белая ладья · d1 белый ферзь · g1 белая ладья | a8 чёрная ладья · f8 чёрная ладья · g8 чёрный король · d7 чёрный ферзь · g7 чёрная пешка · h7 чёрная пешка · a6 чёрная пешка · d6 чёрный слон · e6 чёрная пешка · b5 чёрный слон · d5 чёрная пешка · f5 чёрная пешка · h5 чёрный конь · b4 чёрная пешка · d4 белая пешка · e4 белая пешка · g3 белая пешка · h3 белая пешка · a2 белая пешка · b2 белая пешка · d2 белый слон · f2 белая пешка · g2 белый слон · h2 белый король · b1 белый конь · c1 белая ладья · d1 белый ферзь · g1 белая ладья | 1 |
|   | a | b | c | d | e | f | g | h |   |

1.d4 Кf6 2.c4 e6 3.Кf3 b6 4.g3 Сb7 5.Сg2 Сe7 6.Кc3 0-0 7.0-0 d5 8.Кe5 c6 9.cd cd 10.Сf4 a6 11.Лc1 b5 12.Фb3 Кc6 13.К:c6 С:c6 14.h3 Фd7 15.Крh2 Кh5 16.Сd2 f5 17.Фd1 b4 18.Кb1 Сb5 19.Лg1 Сd6 20.e4 (см. диаграмму)
20…fe! 21.Ф:h5 Л:f2 22.Фg5 Лaf8 23.Крh1 Л8f5 24.Фe3 Сd3 25.Лce1 h6 (блестящий ход, при помощи которого чёрные вызывают цугцванг - любой ход, приводящий к поражению у соперника, 0 : 1